# NGC 7259
NGC 7259 is een spiraalvormig sterrenstelsel in het sterrenbeeld Zuidervis. Het hemelobject werd op 28 september 1834 ontdekt door de Britse astronoom John Herschel.
Tussen 2009 en 2012 zijn in dit stelsel een aantal uitbarstingen van SN 2009ip waargenomen. 

## Synoniemen
- ESO 467-50
- MCG -5-52-69
- AM 2220-291
- PGC 68718